# Ліхтенберґ
Ліхтенберґ (нім. Lichtenberg) — одинадцятий адміністративний округ у Берліні. Він був створений під час адміністративної реформи 2001 року шляхом об'єднання двох адміністративних районів Східного Берліна: Ліхтенберга та Гогеншенгаузен. Місцем засідання районної адміністрації є міська ратуша Ліхтенберга. На території округу Ліхтенберґ розміщені Ландшафтний парк Герцберґе та Євангельська лікарня королеви Єлизавети Герцберґе.

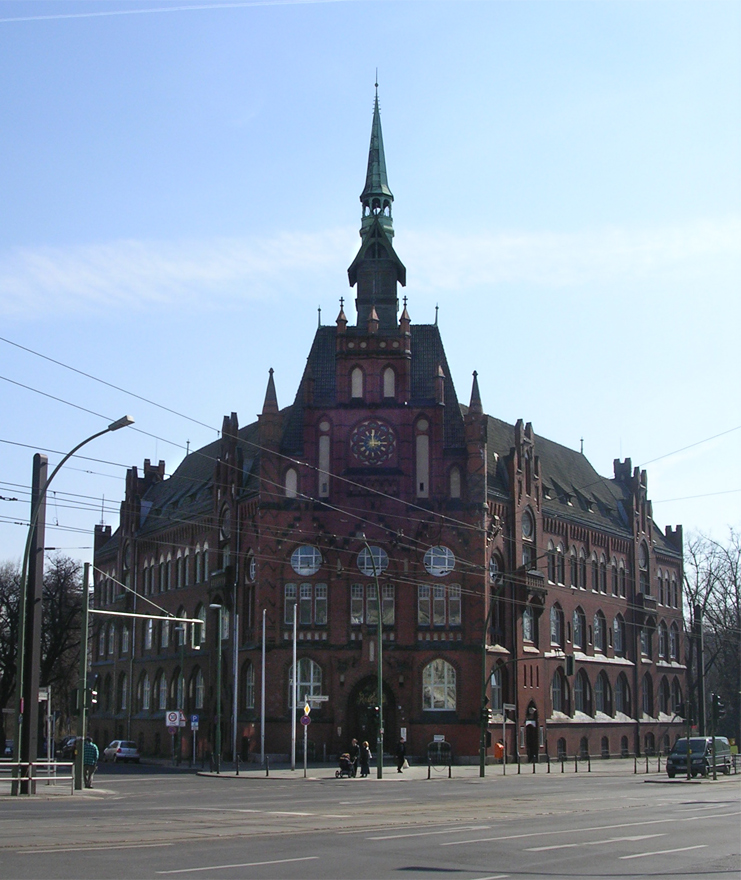
Ратуша району Ліхтенберґ в Берліні

Округ межує з землею Бранденбург і районами Панков, Марцан-Геллерсдорф, Фрідріксгайн-Кройцберг і Трептов-Кепенік. Ліхтенберг і Гогеншенгаузен належали до Східного Берліну під час поділу Німеччини. Усі частини сучасного округу з самого початку входили до меж Великого Берліна. Через район проходить лінія метро U5.

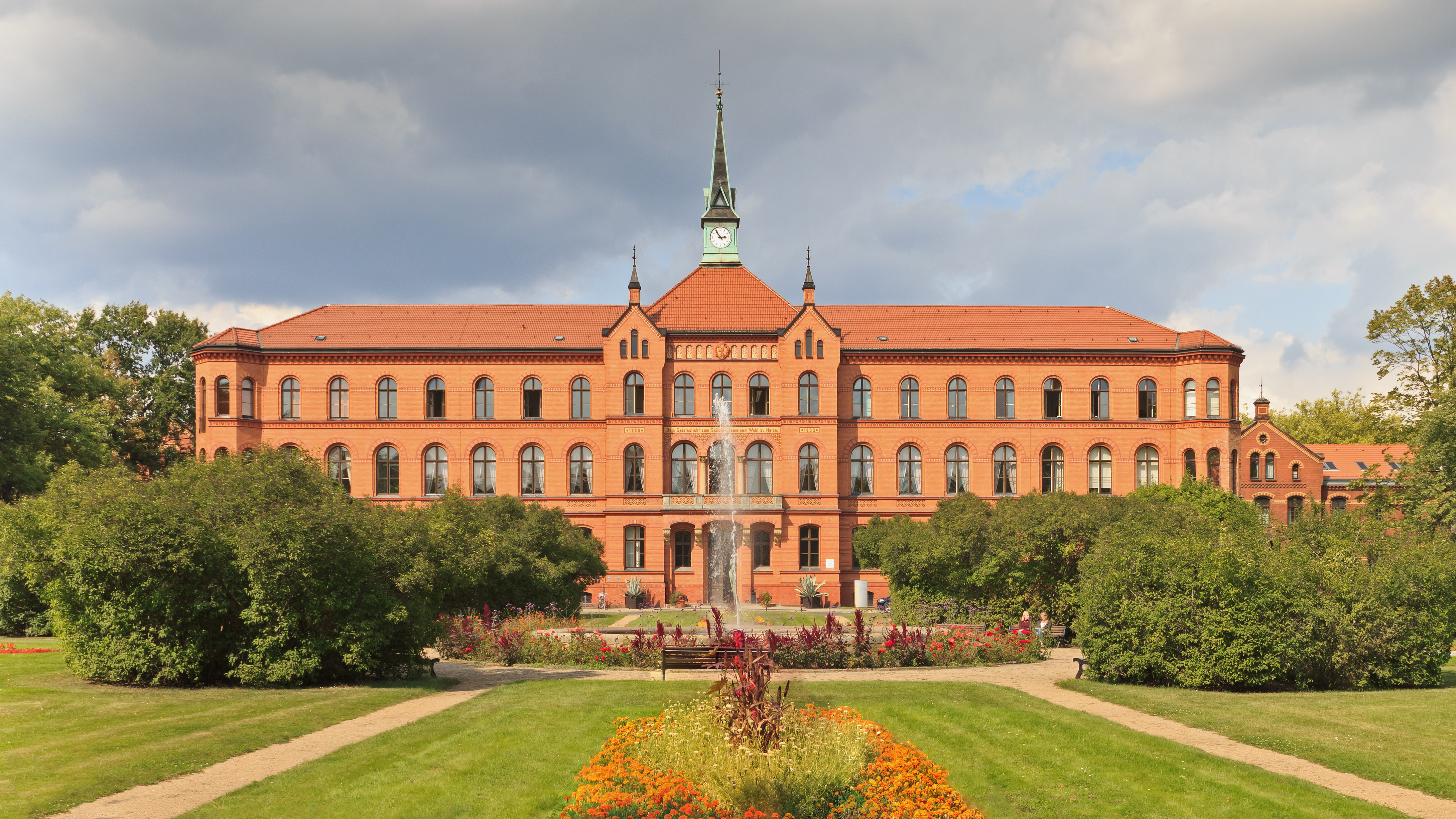
Лікарня королеви Єлизавети Герцберге у Ліхтенберзі, Берлін, Німеччина

Адміністративний округ складається з десяти районів:
- 1101 Фрідріхсфельде
- 1102 Карлсгорст
- 1103 Ліхтенберг
- 1104 Фалькенберг
- 1106 Мальхов[de]
- 1107 Вартенберг[de]
- 1109 Ной-Гогеншенгаузен[de]
- 1110 Альт-Гогеншенгаузен[de]
- 1111 Феннпфуль[de]
- 1112 Руммельсбург[de]

## Демографія
Згідно з реєстром декларацій про проживання, станом на 1 січня 2017 року населення району становило 283 121 мешканця, у тому числі 142 620 жінок та 140 501 чоловіків. Середній вік у 2017 році становив 42,7 роки, що також є середнім показником для Берліна. У 2001 році він становив 40,9. Середня зарплата на душу населення у 2009 році становила 1475 євро. У травні 2014 року роботу шукали 15 799 осіб, що становить рівень безробіття 10,2 %.